# Nagroda im. Kazimierza Pułaskiego
Rycerz Wolności - nagroda ustanowiona i przyznawana przez  Fundację im. Kazimierza Pułaskiego dla wybitnych postaci, które przyczyniły się do promocji wartości przyświecających generałowi Kazimierzowi Pułaskiemu tj. wolności, sprawiedliwości oraz demokracji. Laureaci określani są mianem  Rycerza wolności. Wyróżnieni otrzymują ręcznie wykonane repliki karabeli (szabli) oficerskich z XVIII wieku, broni noszonej przez generała Kazimierza Pułaskiego.
Dotychczasowymi laureatami Nagrody są: 
- Władysław Bartoszewski w 2006 roku
- Profesor Norman Davies w 2006 roku
- Doktor Alaksandar Milinkiewicz w 2007 roku
- Prezydent Lech Wałęsa w 2008 roku
- Prezydent Litwy Valdas Adamkus w 2009 roku
- Prezydent Aleksander Kwaśniewski w 2009 roku
- Profesor Javier Solana w 2010 roku
- Bernard Kouchner w 2011 roku
- Senator Richard Lugar w 2012 roku
- Prezydent Vaira Vike-Freiberga w 2013 roku
- Prezydent Micheil Saakaszwili w 2014 roku
- Premier Carl Bildt w 2015 roku
- Radosław Sikorski w 2015 roku
- Prezydent Toomas Hendrik Ilves w 2016 roku
- Michaił Chodorkowski w 2016 roku